# Métairies-Saint-Quirin
Métairies-Saint-Quirin és un municipi francès, situat al departament del Mosel·la i a la regió del Gran Est. L'any 2007 tenia 304 habitants.

## Demografia

### Població
El 2007 la població de fet de Métairies-Saint-Quirin era de 304 persones. Hi havia 117 famílies, de les quals 34 eren unipersonals (21 homes vivint sols i 13 dones vivint soles), 21 parelles sense fills, 58 parelles amb fills i 4 famílies monoparentals amb fills.
La població ha evolucionat segons el següent gràfic:
Habitants censats

### Habitatges
El 2007 hi havia 138 habitatges, 119 eren l'habitatge principal de la família, 17 eren segones residències i 2 estaven desocupats. 127 eren cases i 8 eren apartaments. Dels 119 habitatges principals, 107 estaven ocupats pels seus propietaris, 4 estaven llogats i ocupats pels llogaters i 8 estaven cedits a títol gratuït; 1 tenia una cambra, 2 en tenien dues, 7 en tenien tres, 40 en tenien quatre i 69 en tenien cinc o més. 117 habitatges disposaven pel capbaix d'una plaça de pàrquing. A 33 habitatges hi havia un automòbil i a 75 n'hi havia dos o més.

### Piràmide de població
La piràmide de població per edats i sexe el 2009 era:
| Homes | Edats   | Dones |
| ----- | ------- | ----- |
| 0     | 95 o +  | 0     |
| 0     | 90 a 94 | 0     |
| 0     | 85 a 89 | 0     |
| 0     | 80 a 84 | 0     |
| 0     | 75 a 79 | 8     |
| 0     | 70 a 74 | 0     |
| 4     | 65 a 69 | 8     |
| 8     | 60 a 64 | 4     |
| 0     | 55 a 59 | 12    |
| 8     | 50 a 54 | 0     |
| 20    | 45 a 49 | 12    |
| 8     | 40 a 44 | 8     |
| 12    | 35 a 39 | 12    |
| 16    | 30 a 34 | 16    |
| 20    | 25 a 29 | 4     |
| 4     | 20 a 24 | 0     |
| 4     | 15 a 19 | 4     |
| 8     | 10 a 14 | 16    |
| 4     | 5 a 9   | 0     |
| 20    | 0 a 4   | 8     |

## Economia
El 2007 la població en edat de treballar era de 208 persones, 160 eren actives i 48 eren inactives. De les 160 persones actives 149 estaven ocupades (86 homes i 63 dones) i 11 estaven aturades (4 homes i 7 dones). De les 48 persones inactives 15 estaven jubilades, 16 estaven estudiant i 17 estaven classificades com a «altres inactius».

### Ingressos
El 2009 a Métairies-Saint-Quirin hi havia 114 unitats fiscals que integraven 293 persones, la mediana anual d'ingressos fiscals per persona era de 18.568 €.

### Activitats econòmiques
Dels 4 establiments que hi havia el 2007, 1 era d'una empresa de fabricació d'altres productes industrials i 3 d'empreses de construcció.
Els 2 serveis als particulars que hi havia el 2009 eren paletes.
L'any 2000 a Métairies-Saint-Quirin hi havia 6 explotacions agrícoles.

## Equipaments sanitaris i escolars
El 2009 hi havia una escola elemental integrada dins d'un grup escolar amb les comunes properes formant una escola dispersa.

## Poblacions més properes
El següent diagrama mostra les poblacions més properes.